# Julio Bórquez
Julio Junior Bórquez Hernández  (Iquique, Chile, 20 de abril de 2000) es un futbolista profesional chileno que se desempeña como Arquero y actualmente milita en Atlético Colina de la Tercera División A chilena.

## Trayectoria
Oriundo de Iquique, se fue a probar a Deportes Iquique como delantero el año 2014, pasando la prueba, pero debido a temas económicos y académicos, no pudo continuar. En 2015, volvió a probarse, esta vez como arquero, pasando a formar parte de las divisiones inferiores de los Dragones Celeste. En 2018 debutó en el primer equipo Iquiqueño.
El año 2020, arrojó dóping positivo por furosemida, siendo castigado por un año sin jugar. Tras cumplir la sanción, su contrato no fue renovado por el equipo iquiqueño.
En abril de 2021, fichó por Deportes Colina, de la Segunda División chilena. En febrero de 2022, es anunciado como nuevo jugador de Lota Schwager de la Tercera División A. Para la temporada 2023, regresa a defender el arco de Deportes Colina.

## Selección nacional

### Selecciones menores
Fue seleccionado chileno Sub-17 en el Campeonato Sudamericano de Fútbol Sub-17 de 2017 disputado en Chile, con el técnico Hernán Caputto, donde fue elegido como el mejor arquero del torneo.
Fue seleccionado chileno Sub-17 en el Mundial de la categoría disputado en India, donde jugó los 3 partidos de La Roja, que quedó eliminada en primera fase.
Fue seleccionado chileno Sub-20 en el Campeonato Sudamericano de Fútbol Sub-20 de 2019 disputado en Chile, con el técnico Héctor Robles, donde no jugó ningún minuto. Su selección fue eliminada en la primera fase del campeonato en la derrota con la Selección de fútbol de Colombia en el Estadio El Teniente de Rancagua.

#### Participaciones en sudamericanos
| Torneo                      | Sede  | Resultado    | Partidos | Goles |
| --------------------------- | ----- | ------------ | -------- | ----- |
| Sudamericano Sub-17 de 2017 | Chile | 2º puesto    | 7        | 0     |
| Sudamericano Sub-20 de 2019 | Chile | Primera fase | 0        | 0     |

#### Participaciones en mundiales
| Torneo                 | Sede  | Resultado    | Partidos | Goles |
| ---------------------- | ----- | ------------ | -------- | ----- |
| Mundial Sub-17 de 2017 | India | Primera Fase | 3        | 0     |

## Clubes
| Club                | País  | Año       |
| ------------------- | ----- | --------- |
| Deportes Iquique    | Chile | 2018-2021 |
| Deportes Colina     | Chile | 2021      |
| Lota Schwager       | Chile | 2022      |
| Deportes Colina     | Chile | 2023      |
| Brujas de Salamanca | Chile | 2024-Act. |